# Phomopsis gardeniae
Phomopsis gardeniae är en svampart som beskrevs av Buddin & Wakef. 1938. Phomopsis gardeniae ingår i släktet Phomopsis och familjen Diaporthaceae.   Inga underarter finns listade i Catalogue of Life.